# Ken Jeong
Kendrick Kang Joh Jeong (Detroit, 13 luglio 1969) è un attore e comico statunitense.

## Biografia
Ken nasce a Detroit, figlio di immigrati sudcoreani. Cresce a Greensboro e frequenta la Page High School, nella quale concorreva nel gruppo orchestrale suonando il violino e gareggiava in test per la misurazione del QI. A 16 anni viene premiato come miglior giovane di Greensboro.
Ha proseguito gli studi all'Università Duke, dove si è laureato in zoologia nel 1990, e nel 1995 ha conseguito la laurea in medicina presso l'Università della Carolina del Nord a Chapel Hill. Jeong si è successivamente specializzato in medicina interna all’Ochsner Medical Center di New Orleans.

## Carriera
Dal 2009 fa parte del cast di Community, dove recita nel ruolo di Ben Chang, e appare nel video musicale di The bird and the bee di Diamond Dave. Recita nel film Una notte da leoni, dove interpreta il ruolo del criminale Leslie Chow; la comicità mostrata in questo film lo lancerà ufficialmente nel cinema, ruolo che riprenderà poi in Una notte da leoni 2 (2012) e Una notte da leoni 3 (2013). Sempre nel 2013 recita nel film Pain & Gain - Muscoli e denaro di Michael Bay, dove interpreta Johnny Wu. Con il regista è la seconda collaborazione dopo Transformers 3. Nel 2021 partecipa al doppiaggio del film d'animazione My Little Pony: una nuova generazione.

## Vita privata
È sposato con una dottoressa statunitense di origine vietnamita, Tran Ho. Nel 2008 diventa padre di due gemelle, Alexa e Zooey.

## Filmografia

### Attore

#### Cinema
- Molto incinta (Knocked Up), regia di Judd Apatow (2007)
- Fratellastri a 40 anni (Step brothers), regia di Adam McKay (2008)
- Strafumati (Pineapple Express), regia di David Gordon Green (2008)
- Role Models, regia di David Wain (2008)
- Una notte da leoni (The Hangover), regia di Todd Phillips (2009)
- La concessionaria più pazza d'America (The Goods: Live Hard, Sell Hard), regia di Neal Brennan (2009)
- A proposito di Steve (All About Steve), regia di Phil Traill (2009)
- L'isola delle coppie (Couples Retreat), regia di Peter Billingsley (2009)
- How to Make Love to a Woman, regia di Kevin Connor (2010)
- Puzzole alla riscossa (Furry Vengeance), regia di Roger Kumble (2010)
- Mordimi (Vampires Sucks), regia di Jason Friedberg, Aaron Seltzer (2010)
- Big Mama - Tale padre, tale figlio (Big Mommas: Like Father, Like Son), regia di John Whitesell (2011)
- Una notte da leoni 2 (The Hangover - Part II), regia di Todd Phillips (2011)
- Transformers 3 (Transformers: Dark of the Moon), regia di Michael Bay (2011)
- Il signore dello zoo (Zookeeper), regia di Frank Coraci (2011)
- I Muppet (The Muppets), regia di James Bobin (2011)
- Pain & Gain - Muscoli e denaro (Pain & Gain), regia di Michael Bay (2013)
- Una notte da leoni 3 (The Hangover - Part III), regia di Todd Phillips (2013)
- Rapture-Palooza, regia di Paul Middleditch (2013)
- L'A.S.S.O. nella manica (The DUFF), regia di Ari Sandel (2015)
- Advantageous, regia di Jennifer Phang (2015)
- Un poliziotto ancora in prova (Ride Along 2), regia di Tim Story (2016)
- Killing Hasselhoff, regia di Darren Grant (2017)
- Crazy & Rich (Crazy Rich Asians), regia di Jon M. Chu (2018)
- Piccoli brividi 2 - I fantasmi di Halloween (The Goosebumps 2: Haunted Halloween), regia di Ari Sandel (2018)
- Alla fine ci sei tu (Then Came You), regia di Peter Hutchings (2018)
- Avengers: Endgame, regia di Anthony e Joe Russo (2019) - cameo
- Lilli e il vagabondo (Lady and the Tramp), regia di Charlie Bean (2019)
- Saving Zoe , regia di Jeffrey G. Hunt (2019)
- My Spy, regia di Peter Segal (2020)
- Quello che non ti uccide (Boss Level), regia di Joe Carnahan (2020)
- Tom & Jerry, regia di Tim Story (2021)
- My Spy - La città eterna (My Spy: The Eternal City), regia di Peter Segal (2024)

#### Televisione
- Due uomini e mezzo (Two and a Half Man) – serie TV, episodio 2x17 (2005)
- The Office – serie TV, episodio 2x09 (2005)
- The Shield – serie TV, episodio 6x03 (2006)
- Community – serie TV, 96 episodi (2009-2015)
- Glee – serie TV, episodi 6x06-6x08 (2015)
- Dr. Ken – serie TV, 22 episodi (2015-2017)
- Magnum P.I. – serie TV, episodio 1x03-1x12 (2018-2019)
- Murderville – serie TV, episodio 1x06 (2022)

### Doppiatore
- Cattivissimo me (Despicable Me), regia di Pierre Coffin, Chris Renaud (2010)
- Cattivissimo me 2 (Despicable Me 2), regia di Pierre Coffin e Chris Renaud (2013)
- Bob's Burgers  (2010 - in corso)
- Turbo, regia di David Soren (2013)
- I pinguini di Madagascar (The Penguins of Madagascar), regia di Eric Darnell e Simon J. Smith (2014)
- Il viaggio di Norm (Norm of the North), regia di Trevor Wall (2016)
- Scooby! (Scoob!), regia di Tony Cervone (2020)

## Doppiatori italiani
Nelle versioni in italiano delle opere in cui ha recitato, Ken Jeong è stato doppiato da:
- Oreste Baldini in Una notte da leoni, Una notte da leoni 2, Una notte da leoni 3, L'A.S.S.O. nella manica, Un poliziotto ancora in prova, Crazy & Rich, Piccoli brividi 2 - I fantasmi di Halloween, Lilli e il vagabondo, My Spy, Quello che non uccide, Tom & Jerry, My Spy - La città eterna
- Luigi Ferraro in A proposito di Steve, Glee, Mordimi, Big Mama - Tale padre, tale figlio, Transformers 3, Pain & Gain - Muscoli e denaro
- Patrizio Prata in Community, Killing Hasselhoff, Alla fine ci sei tu
- Mauro Gravina in Molto incinta, Role Models
- Fabrizio Picconi in The Shield
- Stefano Onofri ne La concessionaria più pazza d'America
- Nanni Baldini ne L'isola delle coppie
- Luca Dal Fabbro in Puzzole alla riscossa
- Roberto Gammino ne Il signore dello zoo
- Fabrizio Vidale in Party Down
- Leonardo Graziano in Magnun P.I.

Da doppiatore è sostituito da:
- Oreste Baldini in Turbo, Robot Chicken (dottore)
- Haruhiko Yamanouchi in Cattivissimo me 2
- Raffaele Palmieri in I pinguini di Madagascar
- Oliviero Dinelli in BoJack Horseman
- Fabrizio Vidale ne Il viaggio di Norm
- Davide Lepore in Kung Fu Panda - Mitiche avventure
- Gigi in Wonder Park
- Gabriele Sabatini in Scooby!
- Davide Garbolino in My Little Pony: una nuova generazione
- Cristian Vespe in KPop Demon Hunters